# Æscwine (Wessex)
Æscwine (auch: Aescwine; Escuuine) († 676) war von 674 bis 676, König der Gewissæ, einer Volksgruppe, die im späten 7. Jahrhundert als „Westsachsen“ das angelsächsische Königreich Wessex bildete.

## Leben
Æscwine stammt aus dem Haus Wessex und war ein Sohn von Cenfus. Nach König Cenwalhs Tod im Jahr 672 begann eine politisch instabile Zeit. Æscwines Vater Cenfus scheint sich als Unterkönig neben Seaxburg und anderen etabliert zu haben. Mit dem Jahr 674 verschwanden Cenfus und Seaxburg aus den Quellen. Nachfolger wurde Cenfus' Sohn Æscwine, der die Herrschaft wahrscheinlich mit Unterkönigen teilen musste. Im Jahr 675 kam es zur Schlacht von Bedanheafde (nicht identifiziert) gegen König Wulfhere von Mercia deren Ausgang nicht überliefert wurde. Wulfhere starb jedoch bald darauf. Æscwine konnte den Sieg nicht ausnutzen. Er starb nach einer nur zweijährigen Regierung im Jahr 676. Sein Nachfolger wurde Centwine.